# HC Pustertal Wölfe
HC Pustertal Wölfe (it: Val Pusteria Wolves) är ett italienskt hockeylag från Bruneck i Sydtyrolen och bildades 1954 som en sektion inom MAK Bruneck (Moto-Auto-Klub). Senare fick den namnet EV Bruneck och blev framgångsrika under 1980-talet med en andra- och en tredjeplacering i italienska serie A. Under 1990-talet var man i ekonomisk kris och konkurs. En nystart kom till 1999, med frivillig nerflyttning till Serie B, nytt namn (nuvarande) och marknadsföringsinsatser. Med tiden kom framgångarna och vintern 2006/07 ökade publiksiffrorna och varumärket var återställt. De sportsliga framgångarna följde och 2010-2016 var man i final tre gånger och lika många gånger i semifinal. 2016 bildades Apls Hockey League och HC Pustertal Wölfe nådde kvartsfinal 2017, semifinal 2018 samt final 2019. 2021 anslöt klubben till ICE Hockey League Svenske Niklas Eriksson tillhör enligt Elite Prospects klubbens största stjärnor.